# ایکاش (ترانه اسکی-لو)
ایکاش آهنگی است که توسط رپر آمریکایی اسکی لو نوشته و اجرا شده است و در ۱۰ آوریل ۱۹۹۵ از طریق اسکاتی برادرز رکوردز به عنوان تک آهنگ اصلی نخستین جُنگ استودیویی اسکی-لو به همین نام (۱۹۹۵) منتشر شد. جلسات ضبط در استودیو سانشاین در هالیوود، کالیفرنیا انجام شد. تولید این ترانه توسط والتر کاندور کان و خود اسکی لو انجام شده است.

## پیوست
- مشارکت‌کنندگان ویکی‌پدیا. «I Wish (Skee-Lo song)». در دانشنامهٔ ویکی‌پدیای انگلیسی، بازبینی‌شده در ۲۸ مه ۲۰۲۴.